# Walter Arena
Walter Salvatore Arena (* 30. Mai 1964 in Catania) ist ein ehemaliger italienischer Leichtathlet, der im Gehen erfolgreich war. 

## Sportliche Karriere
Walter Arena startete für die Fiamme Azzurre, die Sportgruppe der Polizia Penitenziaria. Er gewann keinen italienischen Meistertitel, während seiner Laufbahn gewannen meist Maurizio Damilano oder Giovanni De Benedictis die italienischen Meisterschaften über 20 Kilometer.
Bei den Junioreneuropameisterschaften 1981 in Utrecht erreichte Arena den fünften Platz im 10.000-Meter-Gehen. Zwei Jahre später bei den Junioreneuropameisterschaften 1983 in Schwechat gewann Arena die Goldmedaille.
1986 bei den Europameisterschaften 1986 in Stuttgart ging Arena als Fünfter ins Ziel. Er hatte eine Minute Rückstand auf den drittplatzierten Spanier Miguel Ángel Prieto. 1987 trat Arena bei den Hallenweltmeisterschaften in Indianapolis über 5000 Meter an und belegte den siebten Platz. Im August bei den Weltmeisterschaften in Rom wurde Arena disqualifiziert.
1989 bei der Universiade in Duisburg gewann Arena die Goldmedaille vor dem Spanier Prieto. Im Jahr darauf bei den Europameisterschaften 1990 in Split kam Arena als Sechster ins Ziel mit einer Minute Rückstand auf den Drittplatzierten. Im August 1991 bei den Weltmeisterschaften in Tokio überquerte er als Siebter die Ziellinie. 1992 fanden die Olympischen Spiele in Barcelona statt. Im 20-km-Gehen erreichte Arena als 18. das Ziel.

## Bestzeiten
- 20 km Straßengehen: 1:20:50 Stunden, 19. April 1997 in Poděbrady
- 20000 Meter Bahngehen: 1:19:24 Stunden, 26. Mai 1990 in Bergen